# 上海市卢湾高级中学
上海市卢湾高级中学，是一所创建于1953年的完全中学。现址在上海黄浦区斜土路855号。原为卢湾中学，是上海市人民政府首批创建的新型完全中学，上个世纪五十年代被确立为上海市首批10所市重点中学之一，本世纪被列为首批上海市实验性示范性高中、全国心理健康教育特色校、市科技教育特色示范学校、市艺术特色学校、市文明单位、上海市中小学心理健康教育示范校、市头脑奥林匹克特色学校。1999年原卢湾中学分拆为初高中，高中部即为今卢湾高中。

## 沿革
上海市卢湾高级中学创建于1953年，时称卢湾中学，1978年被定为区重点中学，1999年初中部与高中部分离后改名。上海市卢湾高级中学是第二批上海市实验性示范性高中之一。

## 国际课程
加拿大BC课程：加拿大BC省(British Columbia不列颠哥伦比亚）海外高中课程项目学制三年，所有学生在BC省教育部注册学籍。学生所接受的教育处于BC省教育部严格的质量监控体系之内。所有加拿大课程采用BC省教育部规定的原版教材并由加拿大校长负责BC课程的教学管理。所有课程由BC省教育部选派具有加拿大教师资质、富有经验的优秀外籍教师全英语授课。学生毕业时经考核合格后，可获得加拿大BC省教育部颁发的毕业证书，该文凭国际认可。毕业生凭借高中文凭及学分可以直接申请就读加拿大和英国、美国、澳洲等英语国家高等学校。